# Iujiulu Iungueti
Iujiulu Iungueti (em chinês: 郁久閭縕紇提; romaniz.: Yùjiǔlǘ Yūngētí) foi um chefe tribal dos rouranos, filho de Disuiuã. Com a morte de seu pai, comandou a porção ocidental dos rouranos, enquanto seu irmão Piouba comandou a oriental. Enfrentou sem sucesso tropas vindas do Império Uei do Norte, sendo obrigado a fugir. Seu rendeu ao imperador Daowu (r. 386–409) no monte Bana e foi reassentado dentro dos domínios de Daou. O motivo do ataque foi a decisão por parte de Iungueti e Piouba de se submeterem ao imperador Fu Jian (r. 357–385) do Império Chim Anterior e Liu Weichen de Teifu. A campanha, por sua vez, foi conduzida em 391. Iungueti teve dois filhos, chamados Heduoã e Xelum, que foram reassentados consigo.